# Де Диего, Сесар
Сесар де Диего Лопес (исп. César de Diego López; 18 июня 1924, Овьедо — июль 2015) — испанский фехтовальщик. Участник летних Олимпийских игр 1960 года.

## Биография
Сесар де Диего родился 18 июня 1924 года в испанском городе Овьедо.
В 1959 году завоевал серебряную медаль Средиземноморских игр в Бейруте в командном турнире саблистов.
В 1960 году вошёл в состав сборной Испании на летних Олимпийских играх в Риме. В личном турнире саблистов занял 5-е место в группе 1/16 финала, выиграв у Бенито Рамоса из Мексики (5:4) и Луиса Гарсии из Венесуэлы (5:3) и проиграв Ежи Павловскому из Польши (3:5), Жозе ван Балену из Бельгии (1:5) и Йозефу Ванечеку из Австрии (1:5). В командном турнире саблистов сборная Испании, за которую также выступали Хесус Диес, Пабло Ордехон и Рамон Мартинес, проиграла в группе 1/8 финала Франции (1:10) и Великобритании (7:9) и выбыла из борьбы. Также был заявлен в командном турнире шпажистов, но не вышел на старт.
В 1966—1979 годах был президентом Федерации фехтования Испании.
Умер в июле 2015 года.